# Evangelos Damaskos
Evangelos Damaskos (griego: Ευάγγελος Δαμάσκος) fue un atleta griego que compitió en los Juegos Olímpicos de Atenas 1896.
Damaskos compitió en la prueba de salto con pértiga y empató con el griego Ioannis Theodoropoulos en la tercera posición al saltar una altura de 2,60 metros.